# 馬思聰 (弘治進士)
馬思聰（1470年—1519年），字懋聞，號翠峰，福建兴化府莆田县人，軍籍。明朝官员。官至南京戶部主事。

## 生平
弘治十四年（1501年）辛酉科福建鄉試第六十五名舉人，弘治十八年（1505年）乙丑科進士，任浙江象山縣知縣，復修二十六渠，灌溉农田萬頃。累遷南京戶部主事，前往江西督糧，在安仁驻扎。正德十四年（1519年），宁王朱宸濠在南昌叛乱，馬思聰被扣押下獄，坚决不屈，絕食六日而死。《明史》将其事列入忠义传。

## 家族
曾祖父馬貴孫；祖父馬亹；父馬純二，母方氏。慈侍下。弟思温、思忠。

### 书目
- 张廷玉等，《明史》，中华书局点校本。
- 龚延明主编. . 宁波: 宁波出版社. 2016. ISBN 978-7-5526-2320-8.